# Sandra Martín (taekwondo)
Sandra Martín es una deportista española que compitió en taekwondo. Ganó una medalla de oro en el Campeonato Europeo de Taekwondo de 1992 en la categoría de +70 kg.

## Palmarés internacional
| Campeonato Europeo | Campeonato Europeo | Campeonato Europeo | Campeonato Europeo |
| Año                | Lugar              | Medalla            | Categoría          |
| ------------------ | ------------------ | ------------------ | ------------------ |
| 1992               | Valencia (España)  | Medalla de oro     | +70 kg             |